# الإصابة في البشر
الإصابة تشير إلى جرح الجسم أو الاهتزاز الناتج عن إصابات جسدية مفاجئة، ابتداءً من أعمال العنف أو وقوع حادث. ويمكن أيضًا وصف الصدمة بأنها «جرح الجسم أو الإصابة الجسدية، مثل الكسر أو الضرب». الصدمة الرئيسية (التي يحددها مقياس شدة الإصابة في أكبر من 15) يمكن أن تكون نتيجة مضاعفات ثانوية مثل صدمة الدورة الدموية وفشل الجهاز التنفسي والموت. غالبا ما يتضمن إنعاش مريض الصدمة إجراءات علاجية متعددة. الصدمة هي سادس سبب مؤدي للوفاة في العالم وتمثل 10% من كل معدل الوفيات، وهي مشكلة صحة عامة وخطيرة مع تكاليف اجتماعية واقتصادية كبيرة.

## التصنيف
يمكن تصنيف الصدمة من المنطقة المتضررة من الجسم (النسب المئوية من مجموع حالات الإصابة):
- الإصابات المتعددة (40 ٪)
- الإصابة الرئيسية (30 ٪)
- صدمة الصدر (20 ٪)
- صدمة البطن (10 ٪)
- صدمة أقصى الطَرَف (2 ٪)
- صدمة الوجه
- إصابة النخاع الشوكي
- صدمة الجهاز البولي التناسلي
- صدمة الحوض
- إصابة الأنسجة الرخوة

ويمكن أيضا للصدمة أن تكون مصنفة حسب مجموعة التركيبة السكانية المتضررة (على سبيل المثال، الصدمة في المريضة الحامل أو الأطفال أو المسنين). ويمكن أيضا أن تكون مصنفة حسب نوع القوة التي اثرت على الجسم، مثل الصدمة الحادة مقابل الصدمة المخترقة.

## أسباب وعوامل الخطر

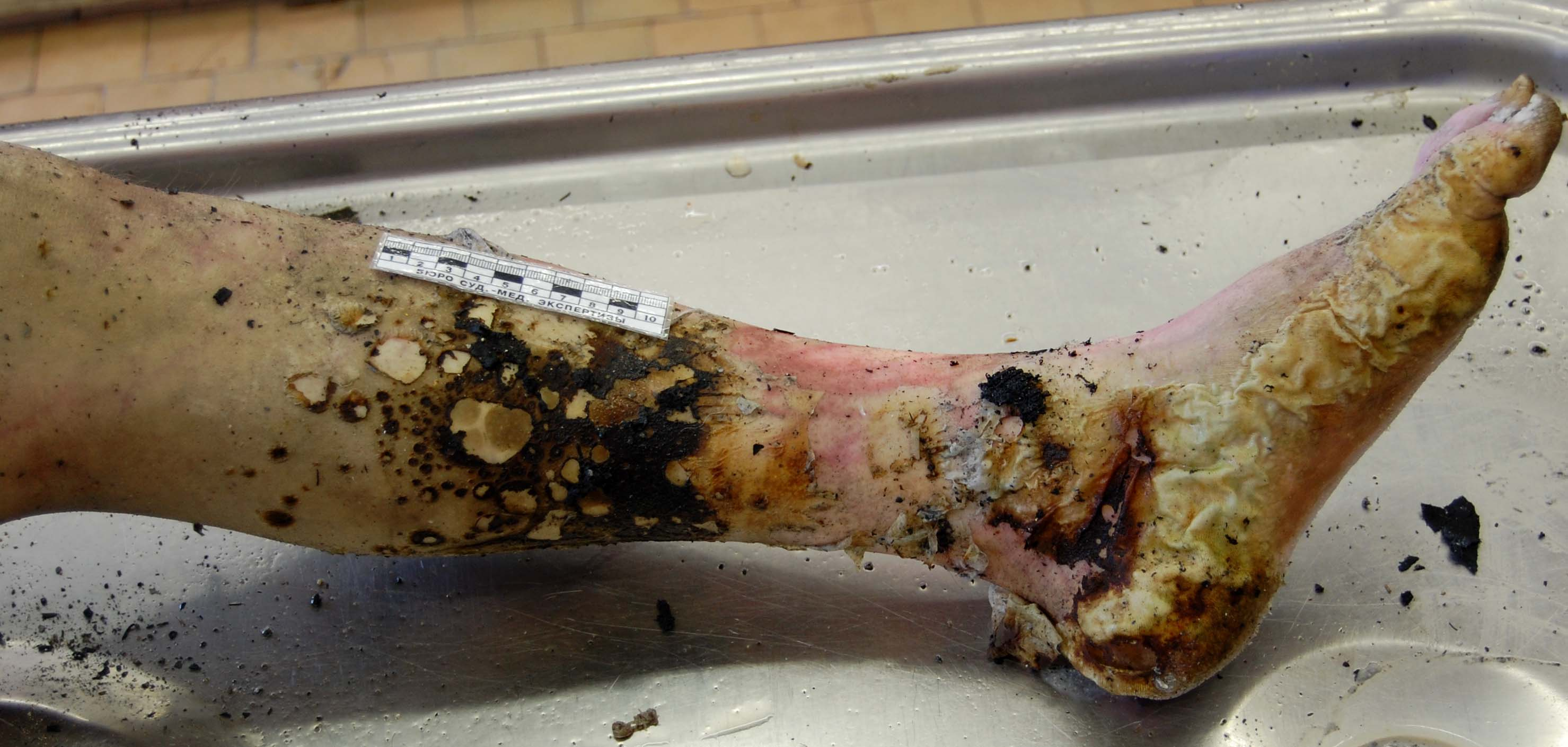
حروق من الدرجة الثالثة في الجزء السفلي من الساق مع احتراق جزئي للأنسجة.

الصدمة الحادة هي السبب الرئيسي للوفاة من الصدمة في الولايات المتحدة. معظم حالات الصدمة الحادة تتسبب بها حوادث المركبات الآلية. السقوط، وهو مجموعة فرعية للصدمة الحادة، هو السبب الثاني الأكثر شيوعا لوفاة الصدمة. وفي معظم الحالات فان السقوط من ارتفاع أكبر من ثلاثة أضعاف طول الضحية يعرَف كسقوط شديد. الصدمة المخترقة تحدث عندما يدخل جسم غريب مثل رصاصة أو سكين في انسجة الجسم مما يحدث جرحا مفتوحا. معظم الوفيات الناجمة عن حدوث اختراق في الولايات المتحدة تحدث في المناطق الحضرية و 80% من هذه الوفيات ناتجة من الأسلحة النارية. إصابة الانفجار هي سبب معقد للإصابات المتعددة. وتشمل عادة كل من الصدمة الحادة والصدمة المخترقة ويمكن أيضا ان تكون مصحوبة بالإصابة بحرق.
من خلال تحديد عوامل الخطر الموجودة داخل المجتمع، واستحداث حلول للتقليل من حالات الإصابة، وأجهزة الاستشارة حول الصدمة، يمكن المستعدة على تحسين الصحة العامة لسكان المجتمع. تعاطي الكحول والعقاقير غير المشروعة هي عوامل خطر للصدمة، لا سيما حوادث التصادم والعنف وسوء المعاملة.البنزوديازيبينات طويلة المفعول تزيد من خطر الصدمة في كبار السن.

## التشخيص

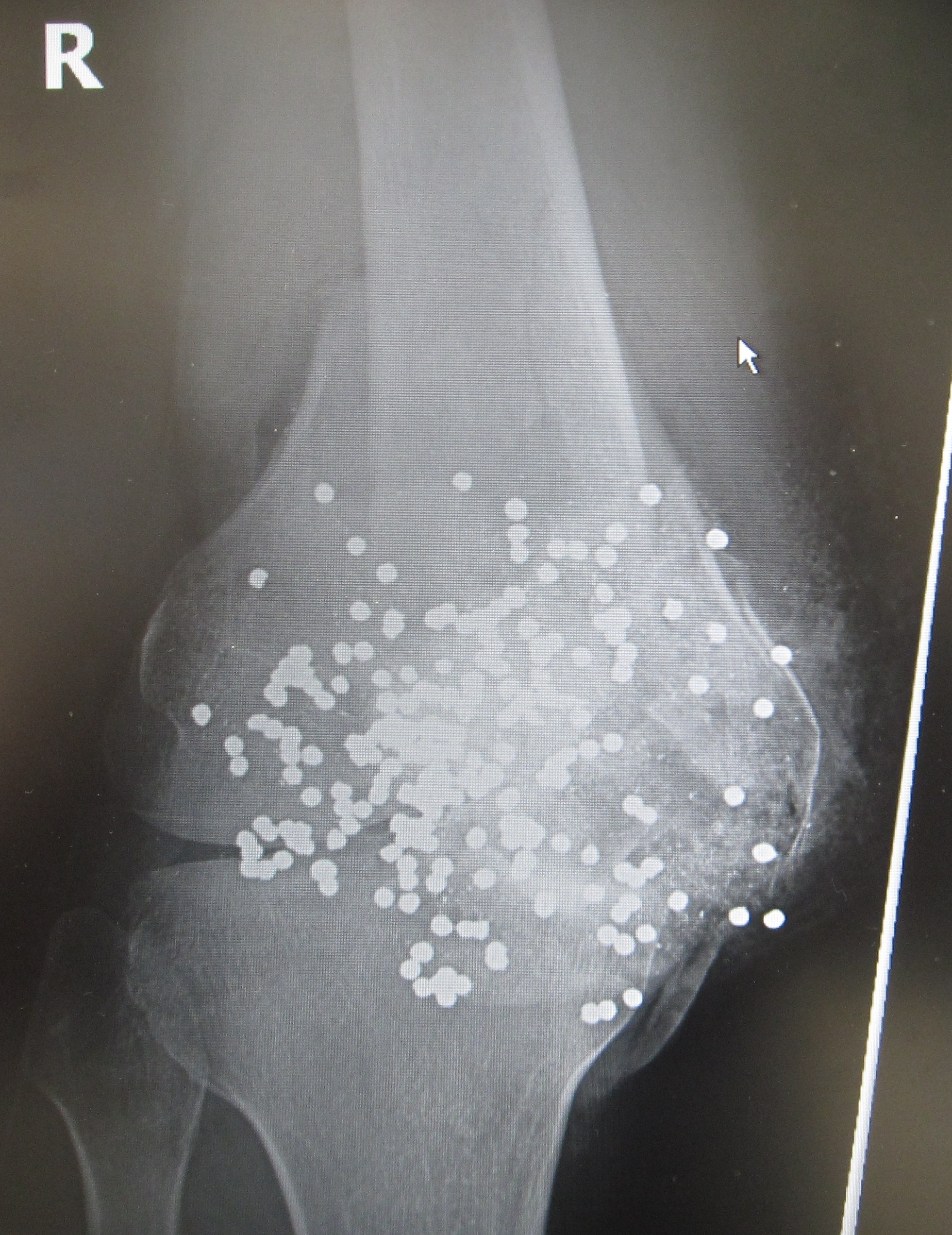
صورة شعاعية لاصابة انفجار بندقية قريب المدى في الركبة. كريات بيردشوت مرئية داخل وحول الرضفة الممزقة وعظم الفخذ البعيد والظنبوب القريب.

### الفحص البدني
الهدف من الفحص الابتدائي هو تحديد المشاكل المهددة للحياة. عند الانتهاء من الفحص الابتدائي، يبدأ الفحص الثانوي. قد يحدث هذا أثناء النقل أو عند الوصول إلى المستشفى. الفحص الثانوي يتألف من تقييم منهجي لمنطقة البطن والحوض والصدر، وتفتيش كامل لسطح الجسم للعثور على كافة الإصابات وإجراء اختبار الجهاز العصبي. الغرض من الفحص الثانوي تحديد جميع الإصابات حتى يمكن علاجها. غياب الإصابة التي لم يتم العثور عليها خلال التقييم الأولي (مثلا، كإحضار المريض إلى قسم الطوارئ في المستشفى)، ولكن بالأحرى تظهر نفسها لاحقا في الوقت المناسب.

### التصوير
يتم إجراء التصوير الشعاعي للصدر والحوض عادة في الصدمة الكبيرة. التقييم المركز مع التصوير فوق الصوتي للصدمة (FAST)، يمكن أيضا استخدام التصوير المقطعي المحوسب (CT) وهما المعيار الذهبي للتصوير في الصدمة الكبيرة. ومع ذلك يمكن أداء هذه الصور فقط في الأشخاص الذين لديهم ضغط دم مستقر نسبيا، ومعدل ضربات قلب مستقر، ومعالجة كافية بالاكسجين. يعرف تصوير كامل الجسم بالأشعة المقطعية بالمسح العام ويعمل على تحسين البقاء على قيد الحياة في أولئك الذين عانوا صدمة كبيرة. ويتم تنفيذ الأشعة باستخدام مادة مظللة وريدية ولكن ليس النقيض الفموي. هناك مخاوف من التعرض للإشعاع ومخاوف بخصوص الآثار السلبية المترتبة على النقيض في الكلى. ولكن بعض المراكز تقوم وبشكل روتيني باجراء الصور المقطعية على النقيض قبل التحقق من وظيفة الكلى. لم يتم العثور على آثار جانبية سلبية لها علاقة بالكلى حتى لدى كبار السن. مع تقنيات التصوير الحديثة، يمكن القيام بمسح كامل في اقل من 10 دقائق. في قسم الطوارئ في الولايات المتحدة فإن التصوير المقطعي المحوسب أو التصوير بالرنين المغناطيسي يتم اجراءه في 15% من الأشخاص الذين يظهر انهم يعانون من إصابات اعتبارا من 2007 (مقارنة ب 6% في 1998). أما أولئك الذين حالة دورتهم الدموية غير مستقرة بدرجة كبيرة بسبب النزيف المفترض في البطن، فإن تأخير الجراحة في البطن من اجل التصوير المقطعي المحوسب قد يزيد النتائج سوءا.

### التقنيات الجراحية
تستخدم التقنيات الجراحية غالبا، مثل غسل الصفاق التشخيصي، ووضع أنبوب فغر الصدر، أو بزل التأمور في حالات الصدمة الشديدة الحادة في الصدر أو البطن، وخاصة في حالة تدهور استقرار الدورة الدموية. أما أولئك الذين لديهم انخفاض ضغط الدم بسبب النزيف الداخلي المفترض في البطن فإن الأسلوب المفضل لتحديد التشخيص النهائي هو نقلهم إلى غرفة العمليات من اجل الاستكشاف البطني.

## المعالجة

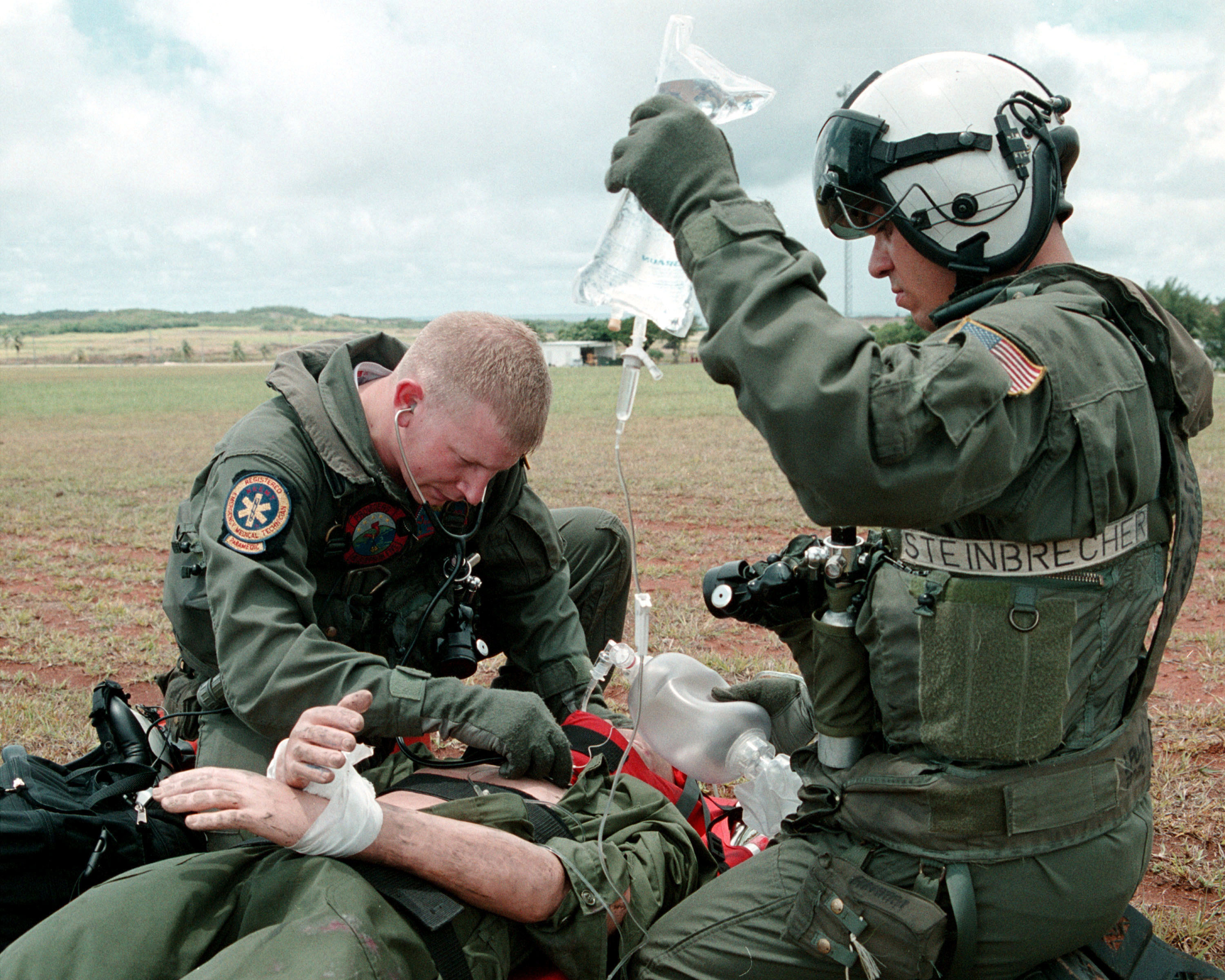
قوات مشاة بحرية الولايات المتحدة يستمع لتحديد مكان الأنبوب الصحيح في تنبيب ضحية الصدمة خلال عملية البحث والإنقاذ (SAR)

يتطلب الأشخاص الذين يعانون من الصدمة رعاية متخصصة، بما في ذلك الجراحة ونقل الدم. تكون النتائج أفضل في حالة حدوث ذلك بأسرع وقت ممكن مما ما يسمى بالساعة الذهبية من الصدمة. وهذا ليس موعد نهائي دقيق، ولكن يعترف بأن العديد من الوفيات التي كان من الممكن الوقاية منها عن طريق الرعاية المناسبة تحدث في وقت قصير نسبيا بعد الإصابة كما يتضح من حقيقة أن معظم الوفيات بواسطة حدوث الصدمة تتم في الساعات القليلة الأولى بعد الحادثة.
أنظمة الصدمة المرجعية المجتمعية تسعى إلى تقليل عام في معدلات الاعتلال المتعلق بالإصابة والوفيات وعدد سنوات الأرواح التي فقدت ضمن عدد السكان من خلال ضمان توفير الرعاية الأمثل خلال كل من المرحلتين الحادة والمتأخرة من الإصابة. وقد أنشئت مثل هذه الأنظمة في أماكن كثيرة لتوفير الرعاية السريعة للمصابين. وقد أظهرت الأبحاث أن الوفيات بسبب الصدمة الجسدية انخفضت حيث توجد أنظمة تنظيم الصدمة.[بحاجة لمصدر]ان رعاية الأشخاص المصابين اصابة شديدة هي قضية صحة عامة، والتي يتشارك بها المارة وأفراد المجتمع المحلي والمختصين في الرعاية الصحية، وأنظمة الرعاية الصحية. وتشمل الرعاية التقييم قبل دخول المستشفى والرعاية من قبل موظفي خدمات الطوارئ الطبية، وتقييم قسم الطوارئ، والعلاج، والاستقرار، والرعاية داخل المستشفى ضمن جميع الفئات العمرية. وأيضا تعتبر شبكة نظام الصدمة المنشأة مكونا هاما من مكونات الاستعداد لمواجهة الكوارث المجتمعية، وتسهيل رعاية منكوبي الكوارث الطبيعية أو الهجمات الإرهابية. أما اولئك الذين لديهم سكتة قلبية فان صدمة الإنعاش القلبي الرئوي (CPR) تعتبر بلا جدوى، ولكنها لا تزال موصى بها.

### الاستقرار والنقل

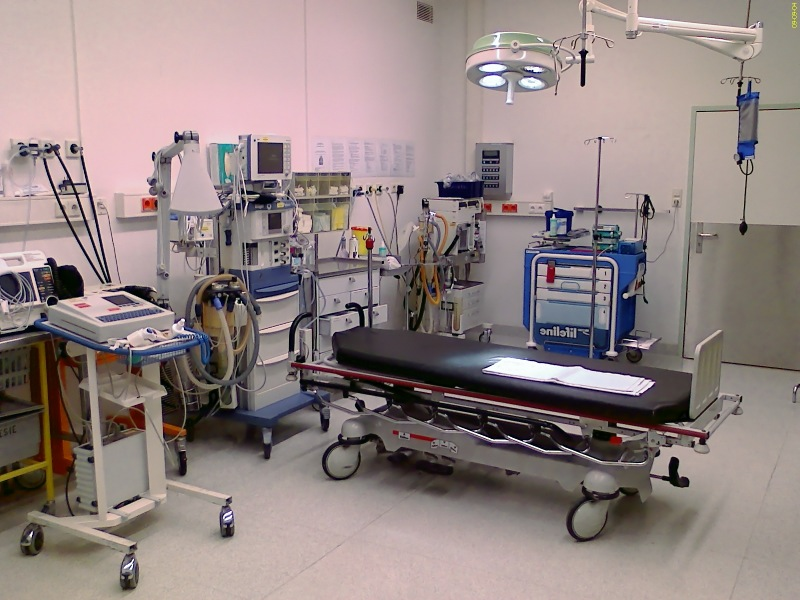
غرفة الصدمة في قسم الطوارئ في مستشفى جامعة مانهايم في ألمانيا

يحسن استخدام تقنيات الاستقرار في الإعدادات السابقة لدخول المستشفى فرص النجاة لشخص بقي على قيد الحياة ونقل إلى أقرب مستشفى صدمة مجهز. بعد التأكد من سلامة المصابين واتخاذ احتياطات العزل، يتم تنفيذ عملية الفحص الابتدائي المكون من فحص وعلاج مجرى الهواء والتنفس والدورة الدموية (تسمى ABC) ومن ثم تقييم مستوى الوعي. يتم تقليل الحركة غير الضرورية في العمود الفقري من خلال تأمين الرقبة بطوق العنق لمنع المزيد من الضرر، وتأمين الظهر بلوحة العمود الفقري الطويلة مع داعمة الرأس، أو غيرها من أجهزة النقل الطبية مثل جهاز كندريك للخروج، قبل تحريك الشخص. ما لم يكن الشخص يواجه خطر الموت الوشيك، فعادة يتم اتخاذ إجراء «التحميل والذهاب» في أول المستجيبين، ونقلهم فورا إلى أقرب مرفق مناسب.
يرتبط النقل السريع لأولئك الذين أصيبوا بجروح بالغة بنتائج أفضل. توافر دعم الحياة المتقدمة في المحيط السابق لدخول المستشفى لا يحسن النتائج للصدمة الكبيرة، بالمقارنة مع دعم الحياة الأساسية. الأدلة أيضا غير حاسمة فيما يتعلق بتقديم الدعم بإنعاش السوائل الوريدية السابق لدخول المستشفى وبعض الأدلة وجدت أنه قد يكون ضارا.
يتطلب الأشخاص الذين يعانون من صدمة شديدة غالبا أطباء متخصصين ومعدات متخصصة. وتحسنت نتائج مراكز الصدمة المخصصة بالمقارنة مع المراكز غير المخصصة. ويرتبط النقل بشكل مباشر إلى مركز الصدمة مع نتائج أفضل مقارنة بالنقل إلى غير مركز الصدمة.

### المحاليل الوريدية
تقليديا يُعْطَى حجم عالي من السوائل الوريدية للاشخاص الذين لديهم عدم استقرار في الدورة الدموية بسبب الصدمة. هذا ما يزال مناسبا للذين يعانون من إصابات في الطَرَف المنفصل أو إصابات حرارية أو إصابات الرأس. ولكن الأدلة الحالية تؤيد الحد من استخدام السوائل لإصابات الصدر والبطن المخترقة مما يسمح بتواصل انخفاض ضغط الدم الخفيف. وإذا كانت منتجات الدم بحاجة إلى زيادة استخدام نسبية للبلازما الطازجة المجمدة والصفيحات في خلايا الدم الحمراء المعبأة، حيث اتضح انها تؤدي إلى تحسين فرص البقاء على قيد الحياة وإلى استخدام أقل لمنتجات الدم بشكل عام.
بدائل الدم مثل ناقلات الأكسجين المستندة إلى الهيموجلوبين ومستحلبات الهيدروكربون المشبع بالفلور قيد التطوير. اعتبارا من يونيو 2008 هناك شيء متاح للاستخدام التجاري في أمريكا الشمالية أو أوروبا. الدول الوحيدة التي تتوفر فيها هذه المنتجات من أجل الاستخدام العام هي جنوب أفريقيا وروسيا.

## الأدوية
إن حمض الترانيكساميك يقلل معدل الوفيات في الأشخاص الذين ينزفون بسبب الصدمة. يمكن للعامل السابع أن يكون مناسبا أيضا في حالات معينة مرتبطة بالنزيف الحاد مثل اولئك الذين لديهم اضطرابات النزيف. في حين أن حمض الترانيكساميك يقلل استخدام الدم إلا أنه لا يظهر انخفاضا في معدل الوفيات.

### الجراحة
يتم استخدام جراحة السيطرة على الاضرار في معالجة الصدمة. وهذا ينطوي على تنفيذ أقل عدد من الإجراءات لإنقاذ الأرواح والأطراف. قليل من الإجراءات الحرجة تترك حتى يكون الشخص أكثر استقرارا.

## الإنذار
وصفت الوفاة من الصدمة تقليديا وكانها تحدث خلال ثلاثة قمم: فورية ومبكرة، ومتأخرة. الوفيات الفورية عادة ما تكون بسبب توقف التنفس واصابات بليغة في الدماغ أو اصابات النخاع الشوكي المرتفعة، وتمزق القلب أو الأوعية الدموية الكبيرة. أما الوفيات المبكرة فتحدث في غضون دقائق إلى ساعات، وغالبا ما تكون بسبب وجود الورم الدموي تحت الجافية أو الورم الدموي فوق الجافية، والصدر المدمى واسترواح الصدر وتمزق الطحال وتهتك الكبد، أو كسور الحوض. وهذا ما يعرف بالساعة الذهبية. والوفاة المتأخرة تحدث في غضون أيام أو أسابيع بعد الإصابة. لكن هذا التوزيع التقليدي ربما لم يعد يحدث في الولايات المتحدة بسبب التحسينات في مجال الرعاية.
و أيضا فإن التشخيص طويل الأجل معقد كثيرا بسبب الألم حيث تستمر الآلام الحادة باعتدال في أكثر من نصف الأشخاص المصابين بعد عام واحد. وأيضا فإن العديد من المصابين عانوا لاحقا من تدني نوعية الحياة بعد سنوات من الإصابة. 20% من الاشخاص الذين تحملوا إصابات الصدمة سوف يقاسون شكلا من أشكال العجز. الصدمات الجسدية تؤدي لتطوير اضطراب الكرب التالي للرضح. (PTSD) ومع ذلك، لم يتم العثور في أي دراسة على علاقة بين شدة الصدمة وتطوير اضطراب الكرب التالي للرضح.

## علم الأوبئة

الوفيات الناجمة عن الإصابات لكل 100،000 نسمة في عام 2004
لا توجد بيانات
<25
25-50
50-75
75-100
100-125
125-150
150-175
175-200
200-225
225-250
250-275
> 275

نسبة الحوادث بواسطة الأنشطة

الصدمة هي السبب الرئيسي السادس المؤدي للوفاة (باعتبار 10% من مجموع معدل الوفيات) في جميع أنحاء العالم، وخامس الأسباب المؤدية إلى الاعاقة الخطيرة. ان الصدمة هي السبب الرئيسي للوفاة في الاشخاص الذين تتراوح أعمارهم بين 1 إلى 45 سنة. والأسباب الأولية للوفاة هي إصابة الجهاز العصبي المركزي، يليه الاستنزاف.

## الابحاث
في المرضى الذين تم نقلهم إلى وحدة العناية المركزة وشخصوا على انهم مصابين بالصدمة، فان هذا يؤدي إلى تغيير سلبي على صحتهم يتعلق بنوعية الحياة مع إمكانية حدوث القلق وأعراض الاكتئاب.

## في الأطفال
الحوادث هي السبب الرئيسي لوفاة الأطفال من سن 14-1 سنة. تقريبا حوالي16000000 طفل يذهب إلى قسم الطوارئ في الولايات المتحدة بسبب شكل من أشكال الإصابة كل عام. الأطفال الذكور يصابون أكثر من الأطفال الإناث بنسبة اثنين إلى واحد. وأعلى خمسة أضرار غير مقصودة فيما يتعلق بالأطفال في جميع أنحاء العالم هي على النحو التالي:
| السبب          | عدد الوفيات الناجمة |
| -------------- | ------------------- |
| حوادث السيارات | 260,000 في العام    |
| الغرق          | 175,000 في العام    |
| الحروق         | 96,000 في العام     |
| السقوط         | 47,000 في العام     |
| الذيفانات      | 45,000 في العام     |

تقدير الوزن جزء مهم من معالجة الصدمة لدى الأطفال. ويوجد عدد من الطرق لتقدير الوزن بما في ذلك: شريط بروسلو وصيغة ليفلر، وصيغة ثيرون.

## في الحمل
تحدث الصدمة في 6-7% من حالات الحمل، وهي المسبب الرئيسي لوفيات الأمهات. إن الصدمة أثناء الحمل مسألة خطيرة حيث يتزايد معدل ضربات القلب لدى الأمهات ويرتفع ضغط الدم لاحتواء الطفل، وتلك التغييرات في الدورة الدموية تغير مظهر الصدمة.
وهناك أيضا مسائل التشخيص مع الصدمة خلال فترة الحمل حيث أن الإشعاع المؤين يمكن أن يسبب تشوهات خلقية.

## قراءات اضافية
- مجلس التحرير، مركز ومدرسة القسم الطبي العسكري، المحرر (2004). جراحة الحرب الطارئة (ط. 3rd). واشنطن، العاصمة:: معهد بوردن. مؤرشف من الأصل في 2012-08-26.{{استشهاد بكتاب}}:  صيانة الاستشهاد: علامات ترقيم زائدة (link)
- Zajtchuk، R؛ Bellamy، RF؛ Grande، CM، المحررون (1995). كتاب في الطب العسكري، الجزء الرابع : رعاية اصابات القتال الجراحية. واشنطن، العاصمة:: معهد بوردن. ج. 1: التخدير والرعاية المحيطة بالجراحة   لاصابات القتال. مؤرشف من الأصل في 2012-08-26.{{استشهاد بكتاب}}:  صيانة الاستشهاد: علامات ترقيم زائدة (link)

## وصلات خارجية
- المؤتمرات الدولية للصدمات (مسجلة كجمعية خيرية للصدمة تقوم بتوفير تعليم الصدمة للإخصائيين الطبيين في جميع أنحاء العالم)
- Trauma.org (موارد الصدمة للإخصائيين الطبيين)
- أبحاث طب الطوارئ والاحتمالات المستقبلية (فيديو الإجراءات المتبعة في طب الطوارئ)
- الجمعية الأمريكية للصدمات
- جمعية ممرضين وممرضات الصدمات
- مجلة الطب الإسكندنافية للصدمات، والإنعاش وحالات الطوارئ الطبية
- مهارات الصدمات الجراحية النهائية
- بعد الإصابات، مستشفى الأطفال في فيلادلفيا